# Мария Терезия Австрийская (1767—1827)
Мари́я Тере́зия Австри́йская (нем. Maria Theresia Josepha Charlotte Johanna von Österreich; 14 января 1767, Флоренция — 7 ноября 1827, Лейпциг) — австрийская эрцгерцогиня из династии Габсбургов, королева-консорт Саксонии.

## Биография
Эрцгерцогиня Мария Терезия Йозефа Шарлотта Иоганна родилась во Флоренции. Она была старшей дочерью и первым ребёнком в семье великого герцога Пьетро Леопольда Тосканского (позднее ставшего императором Священной Римской империи Леопольдом II) и его жены Марии-Луизы, урождённой принцессы Испанской. Своё имя принцесса получила в честь бабушки, императрицы Марии-Терезии.

## Брак
8 сентября 1787 года Мария Терезия вышла замуж по доверенности за наследного принца Саксонии Антона; пара вновь повторила свои брачные обеты на бракосочетании в Дрездене 18 октября 1787 года. Ранее Антон был женат на Марии Каролине Савойской, умершей от оспы в 1782 году.
Опера Моцарта «Дон Жуан» была приурочена к визиту Марии Терезии в Прагу 14 октября 1787 года, а либретто были напечатаны с посвящением. Однако к назначенному времени опера не была готова.
В мае 1827 года скончался брат Антона, король Фридрих Август, не имевший наследников мужского пола, и трон перешёл к её мужу.

## Смерть
Но спустя всего шесть месяцев Мария Терезия умерла в Лейпциге 7 ноября 1827 года после непродолжительной болезни.

## Дети
В браке родилось четверо детей, но все они умерли в младенчестве.
- Мария Луиза (14 марта 1795 — 25 апреля 1796)
- Фридрих Август (5 апреля 1796 — 5 апреля 1796)
- Мария Иоганна (5 апреля 1798 — 30 октября 1799)
- Мария Терезия (15 октября 1799 — 15 октября 1799)